# Oscar Aerts
Oscar Aerts (Gouda, 17 juni 1989) is een Nederlands acteur. Hij speelde in diverse films en series, waaronder Oei, ik groei!, Vakkenvullers en Goede tijden, slechte tijden.

## Biografie
Tijdens zijn studie aan de Amsterdamse Hogeschool voor de Kunsten speelde Aerts een kleine rol in de speelfilm Gooische Vrouwen als Bastiaan de Vries. Aerts maakte zijn filmdebuut in 2011 met de speelfilm De Rode Loper, naast actrice Hanna Verboom. In 2012 volgde gastrollen in Moordvrouw en Seinpost Den Haag. Na een gastrol in de televisieserie Van God Los werd Aerts in de zomer van 2013 uitverkoren voor de rol van Vincent Muller in de televisieserie Goede tijden, slechte tijden. In 2018 brak hij door met zijn rol als Ruut in Vakkenvullers.

## Filmografie

### Film
- 2011: Gooische Vrouwen, als Bastiaan de Vries
- 2011: Circus 3D, als acrobaat 1
- 2011: De Rode Loper, als Alex
- 2012: Quiz, als At-er
- 2013: Mannenharten, als barman
- 2015: Homies, als Ferry
- 2016: Hartenstrijd, als Dennis
- 2016: Soof 2, als bodybuilder
- 2017: Tuintje in mijn hart, als Andy
- 2017: Alles voor elkaar, als Kees
- 2021: Meskina, als Klaas
- 2022: Costa!!, als Mike
- 2022: Casa Coco, als Carlos
- 2023: Oei, ik groei!, als reikimeester
- 2023: Happy Single, als Kas
- 2024: Scotoe, als Bas
- 2024: Bed & Breakfast, als Berend
- 2024: Superkrachten voor je hoofd, als Leraar Kelvin
- 2024: De Break-Up Club, als Mike
- 2024: Dit is geen kerstfilm, als JJ
- 2025: Straatcoaches vs Aliens, als Ivo

### Televisie

#### Als acteur
- 2011: Doctor Cheezy, als schattige jongen
- 2011: Seinpost Den Haag, als Dragan Palic
- 2012: Moordvrouw, als Rene Verheul
- 2013: Danni Lowinski
- 2013: Van God Los, als Berend de Groot
- 2013-2015: Goede tijden, slechte tijden, als Vincent Muller
- 2015: Meiden van de Herengracht, als Jorrit van den Heuvel
- 2016: Missie Aarde, als João
- 2016: Dokter Tinus, als Angelo de Gasperi
- 2017: Voetbalmaffia, als Hans Dichter
- 2018: De Spa, als Berend Zijlstra
- 2018: Suspects, als Mark Smits
- 2018-2022: Vakkenvullers, als Ruut (Rudolf) / Ruub (Ruben)
- 2019: Flikken Rotterdam, als Jasper Blaser
- 2019: DNA, als Vince Bakker
- 2022: Seef Spees, als verschillende personages
- 2022: Odds, als rechercheur Melvin
- 2022: Shotgun!, als Oscar
- 2024: Costa!! de serie, als Mike

#### Overig
- 2015: Expeditie Robinson, als deelnemer

## Privéleven
Aerts heeft drie zoons